# Cosmin Olăroiu
Cosmin Olăroiu (n. Bucarest, Rumania; 10 de junio de 1969) es un exfutbolista y entrenador rumano que se desempeñaba como defensor. Actualmente dirige a la selección de los Emiratos Árabes Unidos.

## Carrera como jugador
Como jugador, los clubes más conocidos de Olăroiu en los que jugó son Universitatea Craiova y Naţional București. Sin embargo, también jugó con éxito en la K League para Suwon Samsung Bluewings, donde ayudó al club a ganar dos títulos de la K League en 1998 y 1999. También ganó la Copa de la Liga de Corea y dos veces la Supercopa. Terminó su carrera como jugador en el JEF United Ichihara en 2000.

## Carrera como entrenador

### Inicios
Comenzó su carrera como entrenador durante la temporada 2000-01 en el Naţional București, llevándolos a un respetable séptimo lugar en su primera temporada. Durante la temporada siguiente, guio al club a un segundo puesto en la liga, terminando por encima de clubes como el Steaua y el Rapid București.
En el verano de 2002, Olăroiu fichó por el Steaua București. Renunció después de solo siete juegos de liga, culpando de la decisión a la falta de apoyo de la directiva y los jugadores. El presidente del club, Viorel Păunescu, volvió a nombrar a Victor Piţurcă, ex entrenador antes de 2002 que quería volver a ser entrenador y todavía era muy apreciado por los jugadores.
Después de dejar el Steaua București, Olăroiu regresó al National Bucharest, esta vez como director general. En 2003, fue nombrado entrenador nuevamente, reemplazando a Walter Zenga. En el invierno de 2004, Olăroiu se unió al Politehnica Timişoara y trajo consigo a los mejores jugadores de Național București. Los llevó a un casi histórico cuarto puesto en la Divizia A, pero en noviembre de 2005 fue despedido por el dueño del club Marian Iancu.

### Steaua Bucarest
Solo unos días después, Olăroiu fue nombrado entrenador por Gigi Becali, el nuevo presidente, y esta vez propietario, del Steaua București, para reemplazar a Oleh Protásov. Su primer título de campeón como entrenador llegó en junio de 2006 y luego, un mes después, llevó al club a la conquista de la Supercopa de Rumania. En mayo de 2006, el equipo de Olăroiu alcanzó las semifinales de la Copa de la UEFA 2005-06. También ayudó al Steaua a clasificarse para la fase de grupos de la UEFA Champions League, donde jugaron contra el Dinamo Kiev, Real Madrid y el Olympique de Lyon. Steaua aseguró un tercer lugar y un lugar en las rondas eliminatorias de la Copa de la UEFA.

### Al-Hilal
En junio de 2007, Olăroiu fichó por el Al-Hilal. En 2008, volvió a demostrar su valía como entrenador, ganando la Liga Prrofesiona Saudí y la Copa del Príncipe de la Corona Saudí en su primera temporada a cargo. Llevó a su equipo a un segundo título de Copa del Príncipe Heredero antes de dejar el club en febrero de 2009, mientras los conducía a la primera posición en la liga.

### Al-Sadd
En abril de 2009, firmó un contrato de dos años con Al-Sadd. En diciembre de 2010, Olăroiu anunció su renuncia como entrenador del club inmediatamente después de llevar a su equipo a la Copa de las Estrellas de Catar.
El 5 de mayo de 2011, Olăroiu fue nombrado supervisor del Steaua București para los últimos tres partidos de la Liga I en la temporada 2010-11 y la final de la Copa de Rumania. El entrenador asistente del Steaua, Gabriel Caramarin se hizo cargo del equipo como entrenador interino, durante los últimos partidos restantes.

### Al-Ain
En el verano de 2011, Olăroiu fue contratado como entrenador de Al-Ain con un contrato de dos años. Condujo al club lejos de la zona de descenso, antes de llevarlos al título de la UAE Pro League en la temporada 2011-12. El 18 de septiembre de 2012, también ganó la Supercopa de los EAU con el equipo asiático.
Luego repitió la actuación la temporada siguiente, ganando un título consecutivo para Al-Ain. En junio de 2013, Olăroiu firmó una extensión de contrato por un valor de 4 millones de euros por temporada después de firmar un nuevo contrato de dos años. Sin embargo, el contrato se rescindió el 1 de julio de 2013.

### Al-Ahli
El 6 de julio de 2013, se anunció que Olăroiu firmó un contrato de tres años con el Al-Ahli de Dubái. El 30 de agosto, Olăroiu ganó su primer partido a cargo del Al Ahli contra su antiguo club Al-Ain en la final de la Supercopa. El rumano ganó matemáticamente su tercer título de liga consecutivo cuando vencieron a sus archirrivales Al-Wasl por 2-1. Durante su primera temporada a cargo, Olăroiu ganó tres títulos nacionales y fue galardonado como Entrenador del Año por la UAE Pro League en 2014.
Guio al club a su primera final de la Liga de Campeones de la AFC en la 2015, perdiendo 1-0 en el global ante el Guangzhou Evergrande de China. En la temporada 2016-17, Olăroiu se convirtió en uno de los entrenadores mejor pagados del fútbol mundial, ganando una suma de 6,5 millones de euros al año.

### Arabia Saudita
El 15 de diciembre de 2014, se anunció que entrenaría a la selección nacional de fútbol de Arabia Saudita para la Copa Asiática 2015. Su primer partido a cargo fue una derrota por 4-1 ante Baréin en un partido amistoso. El equipo de Olăroiu también perdió dos partidos siguientes, incluida una derrota por 1-0 ante China en la Copa Asiática 2015 en el primer partido de Arabia Saudita en el torneo. Ganaron su siguiente partido 4-1 contra Corea del Norte, pero perdieron 3-1 su último partido contra Uzbekistán y fueron eliminados en la fase de grupos. El resultado es consecuencia de que no conocía bien a sus jugadores, ya que solo fue nombrado en un acuerdo temporal apresurado. Al final del torneo, el rumano volvió a su puesto en el club.

### Jiangsu Suning
El 28 de marzo de 2018, Olăroiu fue designado en Jiangsu Suning en la Superliga china, reemplazando a Fabio Capello. Se hizo cargo de su primer partido el 1 de abril en un partido en casa contra el Tianjin Teda, que Jiangsu ganó 2-1. En su tercera temporada, Jiangsu Suning ganó el título de la Superliga por primera vez en la historia del club. Sin embargo, el club se retiró antes del inicio de la temporada 2021.

### Sharjah
El 10 de noviembre de 2021, Olăroiu regresó a los Emiratos Árabes Unidos para ayudar a un Sharjah fuera de forma a mantenerse competitivo en la UAE Pro League. El 18 de mayo de 2025, ganó la primera edición de la Liga de Campeones de la AFC 2 con el club tras derrotar al Lion City Sailors por 2-1 en la final. Después de su contratación al frente de la selección emiratí, se confirmó que no seguiría en su cargo luego de la finalización de la temporada.

### Emiratos Árabes Unidos
El 19 de abril de 2025, fue anunciado como entrenador de la selección de los Emiratos Árabes Unidos y firmó un contrato por dos años.

## Clubes

### Jugador
| Club                  | País          | Periodo     |
| --------------------- | ------------- | ----------- |
| Gloria Buzău          | Rumania       | 1989 - 1990 |
| MECON București       | Rumania       | 1990 - 1991 |
| Girueta București     | Rumania       | 1991 - 1992 |
| Naţional de Bucarest  | Rumania       | 1992 - 1995 |
| Universitatea Craiova | Rumania       | 1995 - 1997 |
| Suwon Bluewings       | Corea del Sur | 1997 - 2000 |
| JEF United            | Japón         | 2000        |

### Entrenador
| Club                                    | País           | Periodo     |
| --------------------------------------- | -------------- | ----------- |
| Naţional Bucarest                       | Rumanía        | 2000 - 2002 |
| Steaua Bucarest                         | Rumanía        | 2002        |
| Naţional Bucarest                       | Rumanía        | 2003 - 2004 |
| Politehnica Timișoara                   | Rumanía        | 2005        |
| Steaua Bucarest                         | Rumanía        | 2005 - 2007 |
| Al-Hilal                                | Arabia Saudita | 2007 - 2009 |
| Al-Sadd                                 | Catar          | 2009 - 2010 |
| Steaua Bucarest                         | Rumanía        | 2011        |
| Al-Ain                                  | EAU            | 2011 - 2013 |
| Al-Ahli                                 | EAU            | 2013 - 2017 |
| Selección de Arabia Saudita             | Arabia Saudita | 2014 - 2015 |
| Shabab Al-Ahli Club                     | EAU            | 2017        |
| Jiangsu Suning                          | China          | 2018 - 2021 |
| Sharjah FC                              | EAU            | 2021 - 2025 |
| Selección de los Emiratos Árabes Unidos | EAU            | 2025 -      |

## Palmarés

### Como jugador

#### Campeonatos nacionales
| Título                   | Club                    | País          | Año  |
| ------------------------ | ----------------------- | ------------- | ---- |
| K League                 | Suwon Samsung Bluewings | Corea del Sur | 1998 |
| K League                 | Suwon Samsung Bluewings | Corea del Sur | 1999 |
| Copa de la Liga de Corea | Suwon Samsung Bluewings | Corea del Sur | 1999 |
| Supercopa de Corea       | Suwon Samsung Bluewings | Corea del Sur | 1999 |
| Copa de la Liga de Corea | Suwon Samsung Bluewings | Corea del Sur | 2000 |
| Supercopa de Corea       | Suwon Samsung Bluewings | Corea del Sur | 2000 |

### Como entrenador

#### Campeonatos nacionales
| Título                                     | Club            | País                   | Año     |
| ------------------------------------------ | --------------- | ---------------------- | ------- |
| Divizia A                                  | Steaua Bucarest | Rumania                | 2005-06 |
| Supercopa de Rumania                       | Steaua Bucarest | Rumania                | 2006    |
| Liga Profesional Saudí                     | Al-Hilal        | Arabia Saudita         | 2007-08 |
| Copa del Príncipe de la Corona Saudí       | Al-Hilal        | Arabia Saudita         | 2007-08 |
| Copa del Príncipe de la Corona Saudí       | Al-Hilal        | Arabia Saudita         | 2008-09 |
| Copa de las Estrellas de Catar             | Al-Sadd         | Catar                  | 2010    |
| UAE Pro League                             | Al-Ain          | Emiratos Árabes Unidos | 2011-12 |
| Supercopa de los Emiratos Árabes Unidos    | Al-Ain          | Emiratos Árabes Unidos | 2012    |
| UAE Pro League                             | Al-Ain          | Emiratos Árabes Unidos | 2012-13 |
| Supercopa de los Emiratos Árabes Unidos    | Al-Ahli         | Emiratos Árabes Unidos | 2013    |
| UAE Pro League                             | Al-Ahli         | Emiratos Árabes Unidos | 2013-14 |
| Copa de Liga de los Emiratos Árabes Unidos | Al-Ahli         | Emiratos Árabes Unidos | 2013-14 |
| Supercopa de los Emiratos Árabes Unidos    | Al-Ahli         | Emiratos Árabes Unidos | 2014    |
| UAE Pro League                             | Al-Ahli         | Emiratos Árabes Unidos | 2015-16 |
| Supercopa de los Emiratos Árabes Unidos    | Al-Ahli         | Emiratos Árabes Unidos | 2016    |
| Copa de Liga de los Emiratos Árabes Unidos | Al-Ahli         | Emiratos Árabes Unidos | 2016-17 |
| Superliga de China                         | Jiangsu Suning  | China                  | 2020    |
| Copa Presidente de Emiratos Árabes Unidos  | Sharjah FC      | Emiratos Árabes Unidos | 2021-22 |
| Supercopa de los Emiratos Árabes Unidos    | Sharjah FC      | Emiratos Árabes Unidos | 2022    |
| Copa Presidente de Emiratos Árabes Unidos  | Sharjah FC      | Emiratos Árabes Unidos | 2022-23 |
| Copa de Liga de los Emiratos Árabes Unidos | Sharjah FC      | Emiratos Árabes Unidos | 2022-23 |

#### Campeonatos internacionales
| Título                        | Club       | País                   | Año     |
| ----------------------------- | ---------- | ---------------------- | ------- |
| Liga de Campeones de la AFC 2 | Sharjah FC | Emiratos Árabes Unidos | 2024-25 |